# Волков Микола Васильович
Мико́ла Васи́льович Во́лков (* 10 вересня 1988, Хутір-Будилів, Снятинський район, Івано-Франківська область — † 29 серпня 2014, Іловайськ, Харцизька міська рада, Донецька область, Україна) — солдат, військовослужбовець 51-ї механізованої бригади (військова частина А 2331, Володимир-Волинський), учасник російсько-української війни.

## Життєпис
Народився 1988 року в селі Хутір-Будилів (Снятинський район, Івано-Франківська область). Повну середню освіту отримав у Долішньозалучанській ЗОШ І—ІІІ ступенів. Навчався на курсах водіїв у Городенківському ПТУ. Відслужив у Збройних силах України. В 2008—2014 роках працював будівельником.
Проживав у селі Горішнє Залуччя Снятинського району Івано-Франківської області. 7 травня 2014 року за наказом № 102 призваний до лав Збройних Сил України.
З 16 червня 2014 року за наказом № 129 брав участь у антитерористичній операції на сході України.

## Обставини загибелі
Загинув 29 серпня 2014 року в місті Іловайську, Харцизького району Донецької області, підірвавшись на міні, перебуваючи в оточені в Іловайському котлі.
Без Миколи лишились батьки.

## Нагороди і вшанування
- За особисту мужність і героїзм, виявлені у захисті державного суверенітету та територіальної цілісності України, вірність військовій присязі під час російсько-української війни, відзначений — нагороджений
- 13 серпня 2015 року — орденом «За мужність» III ступеня
- Вшановується 29 серпня на щоденному ранковому церемоніалі вшанування українських захисників, які загинули цього дня у різні роки внаслідок російської збройної агресії[3]
- Його портрет розміщений на меморіалі «Стіна пам'яті полеглих за Україну» у Києві: секція 3, ряд 3, місце 31